# Ehmetjan Qasim
Ehmetjan Qasim (în uigură ئەخمەتجان قاسىمى; n. 15 aprilie 1914, Yining⁠(d), Republica Chineză – d. 27 august 1949, URSS) a fost al doilea și ultimul conducător al celei de-a doua Republici a Turkestanului Oriental. El a fost un lider politic uigur din Turkestanul Oriental. Ehmetjan s-a născut în orașul Ghulja în 1914. A studiat în 1936 la Universitatea Comunistă a Muncitorilor din Orient, cu sediul la Moscova, și a fost membru al Partidului Comunist al Uniunii Sovietice. Ehmetjan a fost descris ca „omul lui Stalin” și ca un „progresist cu gândire comunistă”. Qasim și-a rusificat numele de familie cu „Kasimov” și a devenit membru al Partidului Comunist al Uniunii Sovietice.

## Viața și cariera politică
Ehmetjan s-a născut în 1914 în orașul Ghulja (Yining în chineză). A studiat la 1936 la Universitatea Comunistă a Muncitorilor din Orient, cu sediul la Moscova, și a fost membru al Partidului Comunist al Uniunii Sovietice. Ehmetjan a fost descris ca „omul lui Stalin” și ca un „progresist cu gândire comunistă”. Qasim și-a rusificat numele de familie în „Kasimov” și a devenit membru al Partidului Comunist al Uniunii Sovietice.

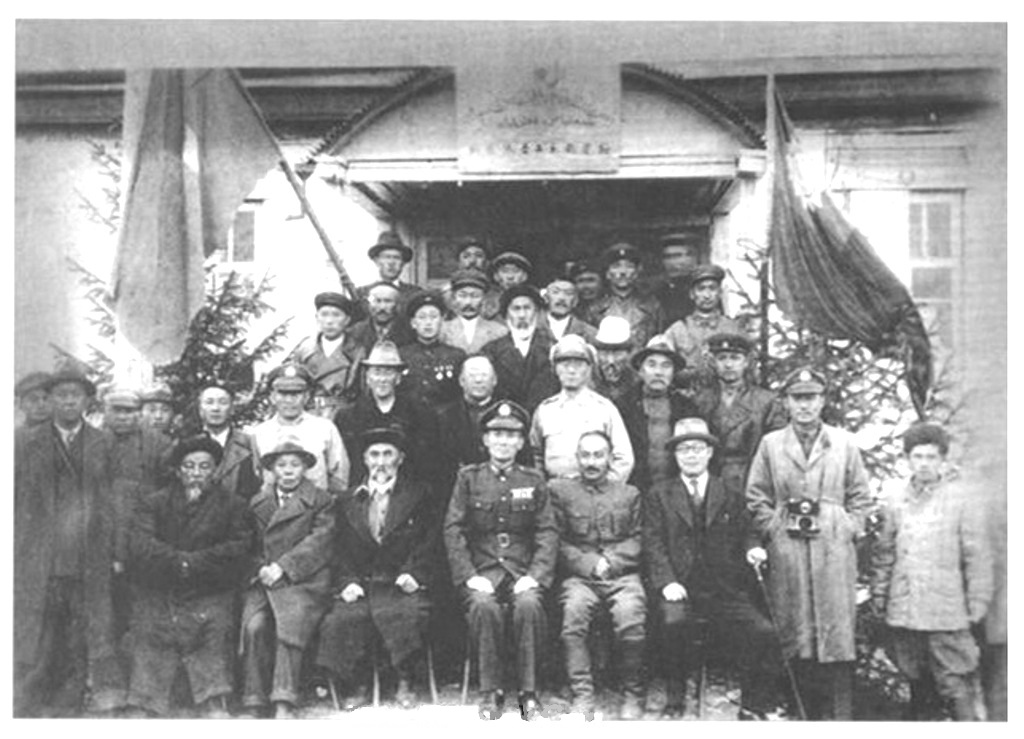
Reprezentanți ai guvernului de coaliție din 1946, printre care președintele Zhang Zhizhong (al cincilea de la dreapta în primul rând) și vicepreședintele Ehmetjan Qasimi (al patrulea de la dreapta).

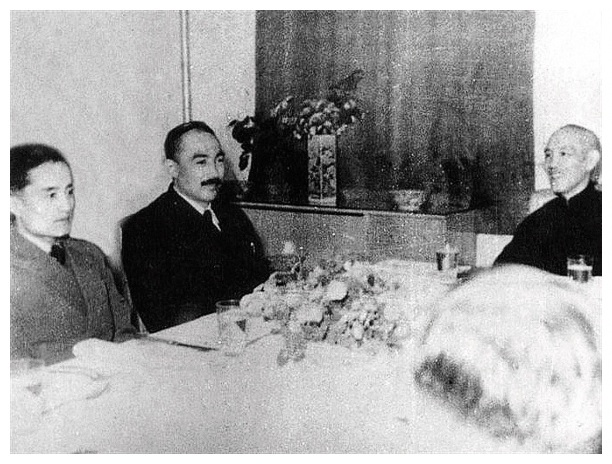
Ehmetjan Qasimi și Abdulkerim Abbas cu Chiang Kai-shek la Nanjing pe 22 noiembrie 1946.

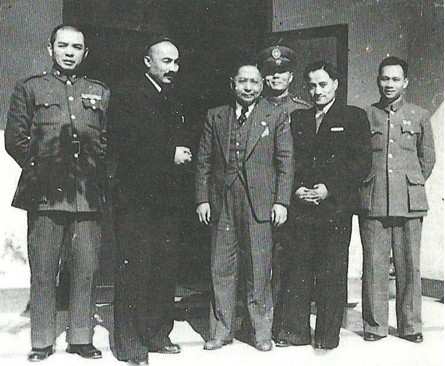
Ehmetjan Qasimi și Abdulkerim Abbas cu Sun Fo (fiul lui Sun Iat-sen) la Nanjing în 24 noiembrie 1946.

El a fost membru al consiliului de conducere al celei de-a doua Republici a Turkestanului Oriental, o administrație susținută de sovietici, care a fost instituită în trei districte nord-vestice ale regiunii Xinjiang în timpul Rebeliunii Ili din noiembrie 1944. Qasimi nu s-a implicat personal în plănuirea rebeliunii. A doua Republică a Turkestanului Oriental a fost condusă inițial de Elihan Tore, care a favorizat formarea unui guvern islamic conservator. Tore a fost plasat sub arest la domiciliu în Uniunea Sovietică în 1946, din dispoziția lui Stalin. Qasimi a fost un conducător al Comitetului prosovietic de Eliberare Națională a Poporului Turcic din Turkestanul Oriental (ETTPNLC).
În iunie 1946 Qasimi a încercat să încheie un acord politic cu liderul naționalist chinez Zhang Zhizhong pentru a forma un guvern provincial de coaliție în prefectura Dihua (actualul Urumqi). A doua Republică a Turkestanului Oriental urma să fie desființată, dar cele trei districte urmau să-și păstreze autonomia. În calitate de președinte al Republicii Turkestanului Oriental, Qasimi a cerut unitate și sprijin pentru guvernul său și a respins guvernul provincial de coaliție. El a explicat că populația Turkestanului Oriental s-a răsculat doar pentru a-și asigura drepturile prevăzute de Constituția Chinei. Qasimi a condus o delegație uigură la Adunarea Națională Chineză de la Nanjing pentru a negocia relațiile bilaterale între Republica Turkestanului Oriental și Republica Chineză.
În vara anului 1949, pe măsură ce naționaliștii chinezi pierdeau teren în războiul civil în fața comuniștilor chinezi, Uniunea Sovietică a plănuit ca liderii Republicii Turkestanului Oriental să-și schimbe tabăra politică și să accepte încorporarea celor trei districte în noul stat comunist chinez. La 22 august 1949 Vasili Borisov, viceconsulul sovietic de la Yining, a însoțit conducerea Republicii Turkestanului Oriental într-o călătorie rutieră în URSS pentru a purta discuții cu oficialii sovietici cu privire la viitorul republicii, iar acolo li s-a spus să coopereze cu Partidul Comunist Chinez. Conducătorii Republicii Turkestanului Oriental au fost invitați de liderul comunist chinez Mao Zedong la prima Conferință Politică Consultativă a Poporului Chinez de la Beijing pentru a purta discuții cu privire la înființarea Republicii Populare Chineze. La 24 august 1949 Ehmetjan, Abdulkerim Abbas, Ishaq Beg Munonov, Dalelhan Sughirbaiev, Luo Zhi și alți demnitari de rang înalt ai Republicii Turkestanului Oriental (11 persoane în total) s-au urcat într-un avion la Almaty, capitala RSS Kazahe, pentru a călători la Beijing. Pe 3 septembrie 1949 guvernul Uniunii Sovietice l-a informat pe Saifuddin Azizi, un alt lider al Republicii Turkestanului Oriental, care nu a călătorit în URSS, că avionul s-a prăbușit lângă lacul Baikal pe drumul către Beijing și toate persoanele aflate la bord au murit.

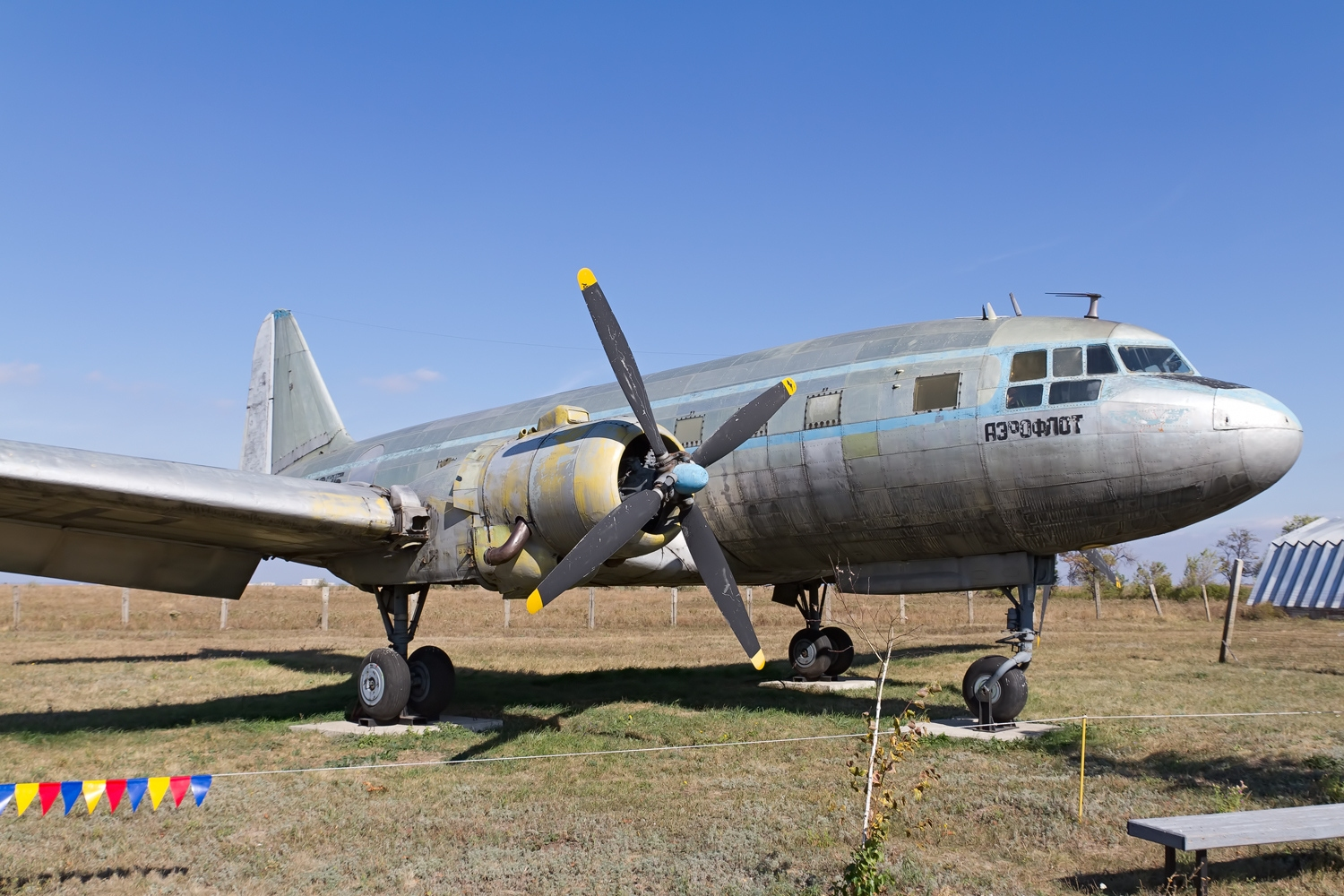
Avionul Ilyushin IL-12, asemănător cu cel care s-a prăbușit.

Știrea cu privire la accidentul de avion și moartea lui Ehmetjan a fost anunțată public în Xinjiang abia la începutul lunii decembrie, după ce Armata Populară de Eliberare a capturat întregul teritoriu al regiunii. Republica Turkestanului Oriental a fost dizolvată oficial la 20 decembrie 1949.

## Familie
Ehmetjan Qasimi s-a căsătorit în ianuarie 1945 cu Mahinur Qasim (Maynor Kasim; 玛依 努尔 • 哈斯 木), originară din comitatul Korgas din prefectura autonomă kazahă Ili. Cuplul a avut un fiu și o fiică. În 1952 Mahinur Qasim a devenit primarul orașului Yining și s-a înscris în Partidul Comunist Chinez. Ea a devenit ulterior membră a Comitetului Permanent al Congresului Național al Poporului și vicepreședintă a Federației naționale a femeilor din China. A fost o militantă de seamă pentru drepturile femeilor și a copiilor. Cartea ei de memorii despre soțul ei, Remembering Ehmetijan, a fost publicată în China în 2011.

## Moștenire
În Republica Populară Chineză, Ehmetjan Qasimi este amintit ca un luptător împotriva regimului naționalist. Uigurii și alți locuitori de origine turcică din Turkestanul Oriental îl consideră un erou național și un luptător care și-a dat viața pentru apărarea independenței Turkestanului Oriental. Rămășițele sale pământești au fost returnate în China în aprilie 1950 și au fost îngropate ulterior într-un cimitir memorial din Yining. Cimitirul conține o stelă cu un text scris de mână de Mao Zedong, care-i elogiază pe Qasimi și pe ceilalți lideri care au murit alături de el pentru contribuția lor la victoria comunistă în Războiul Civil Chinez și deplânge moartea lor pe drumul către Conferința Politică Consultativă inaugurală a Poporului Chinez de la Beijing.

## Notă explicativă
1. ↑  Transliterat, de asemenea, Ehmetjan Qasimi, Exmetjan Qasimi, Ahmetjan Khasim, Ahmet Jan Kasimi, Aḥmadjān Qāsim sau Ahmetcan Kasim

## Legături externe
- The Soviets in Xinjiang (1911-1949) de Mark Dickens